# Santa Catarina, Valle de Santiago
Santa Catarina är en ort i Mexiko.   Den ligger i kommunen Valle de Santiago och delstaten Guanajuato, i den centrala delen av landet, 260 km väster om huvudstaden Mexico City. Santa Catarina ligger 1 699 meter över havet och antalet invånare är 426.
Terrängen runt Santa Catarina är kuperad västerut, men österut är den platt. Runt Santa Catarina är det ganska tätbefolkat, med 166 invånare per kvadratkilometer. Närmaste större samhälle är Abasolo, 14,5 km nordväst om Santa Catarina. Trakten runt Santa Catarina består till största delen av jordbruksmark.